# Козелев, Пауль
Пауль Козелев (нем. Paul Koseleff; 15 декабря 1911, Дрезден — 3 июня 1993, Копенгаген) — датский психолог и психоаналитик.
Родился в семье еврея-торговца Михаила Козелева (1868—1943; погиб в лагере уничтожения Аушвиц) и его жены Софьи, урождённой Хмельницкой. Брат музыканта Александра Козелева и искусствоведа Ольги Козелев-Гордон. Семья Козелевых изначально жила на Юго-Востоке Украины (Бахмут, Мелитополь, Севастополь), но в 1906 г. перебралась в Германию, обосновавшись первоначально в Дрездене.
С 1930 г. учился в Берлине, но под давлением нацистов вынужден был оставить университет. При содействии Вольфганга Кёлера в 1934 г. эмигрировал в Данию и продолжил образование в Копенгагенском университете под руководством Эдгара Рубина. В 1943 г. бежал из Дании в Швецию и при поддержке Давида Каца стал работать в Стокгольме. После Второй мировой войны вернулся в Копенгаген, где в 1946 г. защитил магистерскую диссертацию. В 1949 г. получил датское гражданство, работал в Копенгагене психотерапевтом и психоаналитиком.
Наиболее известны работы Козелева, посвящённые так называемому эффекту Шарпантье, который в последующей литературе иногда называется иллюзией Шарпантье-Козелева: первая статья «Одна модификация эффекта Шарпантье» (нем. Eine Modifikation des “Charpentier-Effektes”) вышла в 1937 г. в Psychologische Forschung, вторая, «Исследования по восприятию тяжести» (англ. Studies in the perception of heaviness), опубликована в 1957 г. в журнале Acta Psychologica.